# アルナーチャラム 踊るスーパースター
『アルナーチャラム 踊るスーパースター』（アルナーチャラム おどるスーパースター、原題：Arunachalam）は、1997年に公開されたインドの映画。スンダル・Cが監督を務め、ラジニカーント、サウンダリヤー、ランバーが出演している。

## あらすじ
アルナーチャラムは、単純な30歳の男である。アイマンヤッパンを父にもち、名誉ある一家の中で尊敬されてもいた。彼は素朴で正直で、人助けをすることで有名だった。アルナーチャラムのいとこであるヴェーダヴァッリがアルナーチャラムの妹の結婚式のために街からやってくる。彼女はアルナーチャラムに好意を持ち、ゆっくりと愛をはぐくむ。二人の婚約発表は家族の年長者たちに好意的に受け入れられるが、ただ一人、最長老である2人の祖母だけは別だった。彼女はいつもアルナーチャラムを嫌っており、いつも憎しみを見せていたのだ。彼女は何かをヴェーダヴァッリの父、アティケサヴァンに話し、そのため彼は2人の結婚を再考することになった。彼らは何もアルナーチャラムに告げずに去り、それで彼はショックを受けた。
アルナーチャラムは自分の弟が恋人を振ろうとしていることに気が付き、その恋人を助けようとする。弟は恋人と結婚することを拒否していた理由は、彼の地位や財産に彼女が釣り合わないからだった。アルナーチャラムは自分の遺産を彼女に譲ることで2人の財産を釣り合わせようとしたが、それが祖母の怒りを呼ぶ。彼女は彼に遺産を継ぐ権利がないことを暴露し、唯一持てるのは彼が首に身に着けていたルドラークシャだけであること、それは彼の本当の母親が身につけていたもので、子の名前"アルナーチャラム" だけを話して息を引き取った母の形見であることを示した。彼女はさらにアルナーチャラムを侮辱し、間接的に家を出るよう示す。その侮辱にアルナーチャラムは壊れ傷つき、誰にも告げずに家を去る。
アルナーチャラムはチェンナイにたどり着き、カタヴァラヤンと友達になる。彼はベーダ(インド式タバコ)売りで、アルナーチャラムに仕事を与えた。アルナーチャラムはある日ヴェーダヴァッリに再会し、彼女の家に行くが、ヴェーダヴァッリの父親に侮辱されただけで終わる。アルナーチャラムは若い女性であるナンディニがハンドバックを泥棒に奪われそうになっているのを助ける。ナンディニは感謝し、去り際に彼女の父の会社に仕事を世話させると約束する。次の日、アルナーチャラムはナンディニの父の会社に行くが、そこでルドラークシャを落としてしまう。ルドラークシャは会社の人々に混乱を起こしつつ落ちて転がり、最終的にランガーチャリの机の上に落ちる。彼はヴィタチャラムという者の財産移転について話しあっているところだった。アルナーチャラムが会議室に入ったところ、ランガーチャリはアルナーチャラムを見てショックを受ける。彼はアルナーチャラムに名を問い、アルナーチャラムは自分の名を答える。ランガーチャリは彼に、彼こそが自分のボスであるヴィタチャラムの息子であると告げ、ボスの遺産をすべて受け継ぐ資格があることを告げる。アルナーチャラムと、ランガーチャリの同僚であるカライペルマル、プラタップ、クリアン、そしてヴィシュヴァナトはショックを受ける。
ランガーチャリは説明する。曰く、アルナーチャラムはとても幼い頃に失踪したこと、アルナーチャラムという名はヴィタチャラムが言っていたのと同じ名前であること、そしてヴィタチャラムによく似ていること。さらに彼はヴィタチャラムからアルナーチャラムが見つかったらビデオテープを見せるよう言われており、そのビデオテープではヴィタチャラムが次のような話をしていた。アルナーチャラムの母、メーナクシと、父の反対の下どう結婚したか、船の事故の経緯、そしてそこで彼が死んだという誤解からラジニカーントの母が後追い自殺をしたこと。ヴィタチャラムは自分がアルナーチャラムという名の息子を儲けていたことを彼女からの手紙で知った。そして遺産相続に2つの選択があることを告げる。それは、3億ルピーを30日で使い切ってみせることで300億ルピーを手に入れるか、もしくは3億ルピーをただ受け取って去るか。それをさせる理由は、お金を使うことの怖さと楽しさを身につけさせ、彼が貧しい人や必要とする人に使おうとさせるためだった。この挑戦ではお金を寄付してはいけないと決められており、さらに月末には何の資産も残してはならず、その上で、自分が300億ルピーを手に入れるまでは誰にもこのことを話してはいけないとされた。
アルナーチャラムは当初挑戦を拒否し、自分にとってはビデオテープの存在だけで十分であり、自分の父のことを誇りを持って話すために村に戻ると決めた。しかし彼は、ヴィシュヴァナト、クリアン、プラタップ、そしてカライペルマルの4人組がランガーチャリを殺して遺産を手に入れようとしているたくらみを耳にしてしまう。アルナーチャラムは真の意図を理解し、ルールに従って30日で3億ルピーを使い切る挑戦を受け入れ、4人組にショックを与える。ナンディニは経費管理担当として助手に任命される。
最初の日から、アルナーチャラムは様々な方法で贅沢に過ごすが、4人組は挑戦に失敗するよう様々な障害を仕掛ける。アルナーチャラムは金を競馬につぎ込むことにする。それは数分で金を失う方法だったからだ。彼は故意に一番弱い馬に賭けるが、4人組の作戦でその馬は勝ってしまい、多額の金を儲けることになってしまう。次に彼は多額の賞金の当たる宝くじを買うが、これでも大儲けしてしまう。さらに彼は友人のアリヴァラハンと、興行的に失敗するように映画を制作する。しかし、4人組のせいで、映画は権利収入を生んでしまい、計画は裏目に出る。最後に、彼は政党を作って政界に進出し、友人のカタヴァラヤンを選挙に立候補させる。彼は精力的に友人のために選挙運動を行い、贅沢にすばやくお金を使っていく。選挙演説でカタヴァラヤンは聴衆を激怒させ、アルナーチャラムは間違った人選をしたことを詫び、彼には投票しないよう頼む。しかしながら、4人組は他の立候補者を全員辞退させ、カタヴァラヤンは議員として選出されてしまう。アルナーチャラムは議員の座と政党がどちらも資産となってしまうため悩む。しかし彼はカタヴァラヤンを辞任させ、政党も解散させることで資産から失わせる。
最後に彼はお別れパーティーを開き、残りの資産をそれに使って勝とうとする。いっぽう、ヴェーダヴァッリは、アルナーチャラムが自分と家族を金融危機の際に救ってくれなかったことに怒り、彼がナンディニと関係を持ったのではないかと疑う。そして、父の勧める縁談に同意する。しかし、アルナーチャラムは父の言葉を守り、ヴェーダヴァッリに真実を語ることができない。挑戦の最後の日、さらに最後の瞬間に、アルナーチャラムの友人が4人組の作戦に乗せられ20000ルピーを持ってきてしまう。アルナーチャラムはその金を使い切ることができなかったが、4人組の計画を話すために間一髪でナンディニが到着したため、アルナーチャラムはその金を給料として彼女に渡し、彼は挑戦に勝利する。ナンディニとアルナーチャラムはランガーチャリに4人組の悪事を説明する。ランガーチャリは怒って、彼らに警察に行くと脅すが、逆に彼らは殺すと脅し返す。戦いが起こったあと、アルナーチャラムは彼らを警察につきだす。ランガーチャリは300億の資産を渡そうとするが、彼はそれを拒否し、父の願いに従って貧しくお金を必要としている人のために使うよう頼む。
そんな中、メディアがこの騒動のことを報道し、それは州全体に放送される。ヴェーダヴァッリは自分の間違いに気がつく。アイマンヤッパンはチェンナイに来てアルナーチャラムを迎え、一緒に村に帰り、ヴェーダヴァッリとの結婚式の支度が出来ていることで驚かせる。祖母もまた自分の間違いに気が付き、彼らの結婚式に同意する。アルナーチャラムとヴェーダヴァッリは永遠に結ばれた。

## キャスト
※括弧内は日本語吹替
- アルナーチャラム、ヴェーダーチャラム - ラジニカーント（田中正彦）
- ヴェーダヴァッリ - サウンダリヤー（英語版）（村岡宏美）
- ナンディニ - ランバー（佐々木瑶子）
- アーティケシャヴァン - ジャイシャンカル（英語版）（相沢正輝）
- アンマイヤッパン - ラヴィチャンドラン（英語版）（武藤与志則）
- ヴァスヴァナーダン - ラグヴァラン（英語版）（乃村健次）
- ランガーチャリ - ヴィス（英語版）（山崎たくみ）
- カリヤペルマール - V・K・ラーマサミー（英語版）
- プラダープ - ニラルガル・ラヴィ（英語版）（木村雅史）
- コリヤン - キッティ（英語版）（坂元貞美）
- アリヴァラハン - センディル（園部好德）
- カーッタヴァラーヤン - ジャナガラージュ（英語版）（緒方愛香）
- アルンダティ - アンジュー・アラヴィンド（英語版）（濱糸織）
- ヴェーダヴァッリの祖母 - マノーラマー（英語版）
- 老ヴェーダヴァッリ - ヴァディヴッカラシ（英語版）
- アイヤーサーミ - クレイジー・モーハン（英語版）（長谷川将睦）
- メーナクシ - アンビカ（英語版）
- 「Singam Ondru」シーンのリポーター - スンダル・C（英語版）（カメオ出演）

## 製作
1995年に『ムトゥ 踊るマハラジャ』が成功した後、ラジニカーントは次回作がクレイジー・モーハン脚本の『アルナーチャラム 踊るスーパースター』であることを発表する前に、政治活動を行うため休暇を取った。本作は映画業界で困窮しているラジニカーントの同輩8人を助けるために製作された。当初、映画のタイトルは「Kuberan」や「Meshtri」であると報じられたが、最終的には「Arunachalam」と発表された。映画はジョージ・バリー・マカッチョンの小説『Brewster's Millions』を原作としている。スンダル・Cはインタビューで、『アルナーチャラム 踊るスーパースター』の内容が好みではなかったが、ラジニカーントと仕事をする機会を失いたくないためオファーを受け入れたと語っている。
ヒロイン役にはサウンダリヤーとランバーが起用された。当初発表されたキャストリストにはジャヤラームやヴィグネーシュの名前が記載されていたが、最終的に彼らに代わりラージャが起用された。マノーラマーは1996年にラジニカーントの政治発言を批判して論争を巻き起こしたにもかかわらず、キャストに起用されたことで話題を呼んだ。
撮影中、ラジニカーントは身に付けていたルドラークシャを紛失してショックを起こした。彼はスタッフを動員して真夜中の撮影現場を捜索し、撮影用の巨大ライトを使用してルドラークシャを発見した。

## 評価
本作はラジニカーント主演の『バーシャ! 踊る夕陽のビッグボス』『ムトゥ 踊るマハラジャ』ほどではないが興行的な成功を収めた。Indolink.comは「映画の救いの恩寵はラジニカーント自身です。彼は愛と怒り、無邪気さと猛烈さを説得力のある形で描写することに際立った能力を持ち、素晴らしい新鮮さで何度も演じます」と批評している。タミル・ナードゥ州映画賞では作品賞を含む3つの賞を受賞している。